# Qualificazioni alla CONCACAF Gold Cup 2017
Sono elencate di seguito le date e i risultati per le qualificazioni al CONCACAF Gold Cup 2017.

## Formula
35 membri CONCACAF: Stati Uniti (come paese ospitante) si qualifica direttamente alla fase finale. Rimangono 34 squadre per undici posti disponibili per la fase finale. Le squadre e i posti disponibili sono suddivisi in tre zone di qualificazione e un playoff interzona: Nord America (2 posti), Centro America (5 posti), Caraibi (4 posti), Playoff interzona (1 posto).
- Zona Nord America: 2 squadre, si qualificano di diritto alla fase finale.
- Zona Centro America: 7 squadre, partecipano alla Coppa centroamericana 2017, le prime quattro classificate si qualificano alla fase finale, la quinta classificata accede al playoff interzona.
- Zona Caraibi: 25 squadre, partecipano alla Coppa dei Caraibi 2017, le prime quattro classificate si qualificano alla fase finale, la quinta classificata accede al playoff interzona.
- Playoff interzona: 2 squadre, giocano partite di andata e ritorno, la vincente si qualifica alla fase finale.

## Zona Nord America
Canada e Messico si qualificano di diritto alla fase finale.

## Zona Centro America
La Coppa centroamericana 2017 mette in palio la qualificazione al torneo: Honduras (prima classificata), Panama (seconda classificata), El Salvador (terza classificata) e Costa Rica (quarta classificata) si qualificano alla fase finale, Nicaragua (quinta classificata) accede al playoff interzona.

## Zona Caraibi
La Coppa dei Caraibi 2017 mette in palio la qualificazione al torneo: Curaçao (prima classificata), Giamaica (seconda classificata), Guyana francese (terza classificata) e Martinica (quarta classificata) si qualificano alla fase finale, Haiti (quinta classificata) accede al playoff interzona.

## Playoff interzona
| Arbitro: | Fischer |

|                             |           |               |
| Louis 18’, 55’ Guerrier 40’ | Marcatori | 86’ Chavarrìa |

| Arbitro: | Rojas |

|                             |           |  |
| Barrera 82’ (rig.) 86’, 88’ | Marcatori |  |

Nicaragua si qualifica alla fase finale.